# Floris van Pallandt (1539-1598)

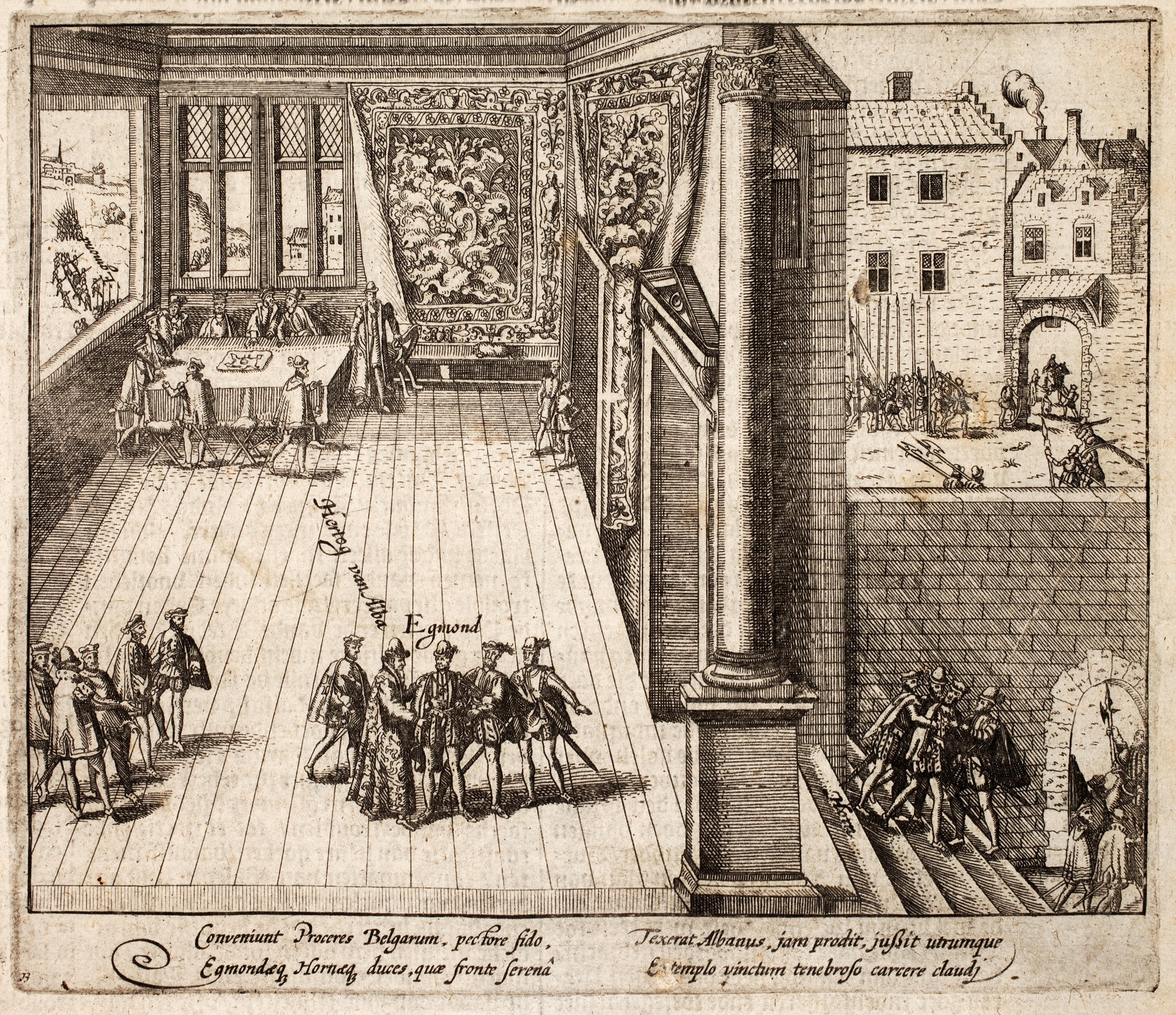
Arrestatie van Egmont en Hoorn in het Hof van Culemborg (Brussel, 10 september 1567)

Floris van Pallandt (25 juli 1539 - Culemborg, 29 september 1598) was graaf van Culemborg, vrijheer van Pallandt, Wittem en Weerd, heer van Wildenburg, Lienden, Maurik, Kintzweiler en Ommeren, bannerheer en erfschenker.

## Levensloop
Floris was een zoon van Gerard (Everhard) van Pallandt (van 1515–1540 drossaard van het Land van Valkenburg en heer van Wittem) en Margaretha van Lalaing. 
"Wegens het vroege verlies van zijn vader en zijn krankzinnig verklaarde moeder, werd Floris al op jonge leeftijd naar Culemborg gezonden om opgevoed te worden door zijn tante Elisabeth van Culemborg en oom Antoon I van Lalaing. Margaretha van Parma, geboren in 1522, woonde vanaf haar geboorte in Brussel en woonde er nog in 1529 toen ze erkend werd door haar vader Karel V, ze vertrok in 1533 naar Italië om daar verder op te groeien. Hoewel Margaretha ook gedeeltelijk op het kasteel Culemborg werd grootgebracht, vond dit plaats vele jaren voordat Floris daar werd opgevoed."
Daarna vertrok hij naar Brussel waar hij page werd bij Maria van Hongarije. Hij kocht er een stadspaleis, dat de naam Hof van Culemborg kreeg.
Floris kreeg het rooms-katholieke geloof mee, dat hij tot 1566 trouw bleef, daarna zou hij het protestantisme tot zijn geloof rekenen. In 1555 overleed zijn tante Elisabeth van Culemborg en Floris werd als haar wettelijke opvolger erkend. Dankzij Karel V werd Floris op 21 oktober 1555 in Culemborg gehuldigd als graaf.
In 1557 was Floris aanwezig bij de Slag bij Saint-Quentin, kort daarna trad hij in militaire dienst bij Emanuel Filibert van Savoye, wat hem in de gunst bracht bij keizer Karel V en zijn zoon Filips.
Na zijn huwelijk met Elisabeth van Manderscheid kwam er een kentering in de geloofswijzen van Floris en ging hij meer de tegenstanders van Karel V steunen. Zo ijverde hij samen met Willem van Oranje en Lamoraal van Egmont voor het vertrek van kardinaal Granvelle. Zijn paleis werd het verzamelpunt van het Eedverbond der Edelen. Tijdens een van deze vergaderingen in zijn paleis stelde Hendrik van Brederode voor de scheldnaam Geus voortaan te beschouwen als een eretitel.
De Raad van Beroerten dagvaardde de graaf van Culemborg in 1567 voor zijn aandeel in de troebelen. Hij onttrok zich aan deze dagvaarding door zich op zijn Duitse bezittingen terug te trekken. Hierop veroordeelde de Raad van Beroerten hem tot verbanning en tot verbeurdverklaring van zijn bezittingen in de Nederlanden. Zijn huis in Brussel werd gesloopt en zijn kastelen in Culemborg en Weerd werden ingenomen door de Spanjaarden.
Floris van Pallandt ondersteunde financieel de invasies van Willem van den Bergh en Lodewijk van Nassau.
In 1578 wilde het kwartier van Nijmegen graag dat Floris stadhouder van hertogdom Gelre zou worden, maar zelf steunde hij Jan VI van Nassau-Dillenburg, die het uiteindelijk werd. Toen met het overlijden van Adolf van Nieuwenaar in 1589 het Gelderse stadhouderschap opnieuw vrij was, steunde Floris de benoeming van Maurits van Nassau.
Van Pallandt stierf op 61-jarige leeftijd en liet een bevolking achter die hem op handen droeg. Er waren evenwel strubbelingen geweest met zijn laatste vrouw over de opvoeding van hun zoon: zij was voor een rooms-katholieke opvoeding, terwijl Floris een calvinistische opvoeding verkoos.

## Huwelijk en kinderen
Op 26 augustus 1564 trouwde Floris met Elisabeth van Manderscheid Virneburg in Berris. Met haar kreeg hij een dochter Elisabeth van Pallandt (1565-1620), die huwde met markgraaf Jacob III van Baden-Hachberg en nadien met Karel II van Hohenzollern-Sigmaringen. Op 28 mei 1576 trouwde hij met Philippa Sidonia Manderscheid, met wie hij een zoon kreeg, Floris II van Pallandt.